# Умкханьякуде
Умкханьякуде (зулу Umkhanyakude) — район провинции Квазулу-Натал (ЮАР). Название района в переводе с языка зулу означает «видимый издалека», и происходит от зулусского названия растения, которое европейцы прозвали «дерево лихорадки»: это хорошо заметные издали деревья с жёлтой корой. Административный центр — Мкузе. По данным переписи 2001 года большинство населения района говорит на языке зулу.

## Административное деление
В состав района Амаджуба входят пять местных муниципалитетов и одна территория районного подчинения:
- Джозини (местный муниципалитет)
- Хлабиса (местный муниципалитет)
- Умхлабуялингана (местный муниципалитет)
- Мтубатуба (местный муниципалитет)
- Большая пятёрка Фолс-бэй (местный муниципалитет)
- Территория районного подчинения Водно-болотный район Сент-Лусия